# Klötze
Klötze ist eine Stadt im Altmarkkreis Salzwedel in Sachsen-Anhalt.

## Geographie
Die Stadt Klötze liegt in der hügeligen Landschaft des Südlichen Landrückens, hat aber auch Anteil an flachen Gebieten wie dem Drömling, etwa bei Kunrau, der etwa 60 Meter über NHN liegt. Südöstlich der Kernstadt liegt der ausgedehnte Klötzer Forst (bis 127 Meter über NHN am Krügersberg). Dieser geht jenseits der Stadtgrenze in die Hellberge über (159,9 m ü. NHN). Nördlich von Klötze liegen an der Purnitz mit rund 45 Metern über NHN die niedrigsten Gebiete der Stadt.
Die Purnitz entspringt südlich der Kernstadt und durchquert sie in Richtung Norden. Bei Altferchau liegt die Jeetze-Quelle. Die Ohre durchfließt die westlichen Ortschaften der Stadt.
Die Stadt liegt rund 40 Kilometer nordöstlich von Wolfsburg, 23 Kilometer nordwestlich von Gardelegen und rund 30 Kilometer südlich von Salzwedel in der Altmark.

## Stadtgliederung
Die Stadt ist eine Einheitsgemeinde, die in 13 Ortschaften (ehemalige Gemeinden) mit 24 Ortsteilen gegliedert ist.
Zu den Ortschaften gehören folgende gleichnamige und andere Ortsteile mit Wohnplätzen.
- Klötze
  - Klötze mit Hasselbusch, Döllnitz, Klötze Nord, Pansau und Zartau
  - Nesenitz
- Dönitz
  - Dönitz
  - Altferchau
  - Schwarzendamm
- Immekath mit Hoppenmühle, Neulingsmühle und Siebenruthen
- Jahrstedt
  - Jahrstedt mit Germenau
  - Böckwitz
- Kunrau
  - Kunrau mit Belfort, Hahnenberg, Kolonie I und Kolonie II
  - Rappin
- Kusey
  - Kusey mit Köbbelitz und Lupitz
  - Röwitz
- Neuendorf
  - Neuendorf
  - Hohenhenningen
  - Lockstedt
  - Siedentramm
- Neuferchau
- Ristedt
  - Ristedt
  - Neu-Ristedt
- Schwiesau
- Steimke
- Trippigleben
- Wenze
  - Wenze
  - Quarnebeck

Zum 1. Juli 2019 wurde eine neue Ortschaft Trippigleben mit dem Ortsteil Trippigleben eingerichtet. Die Ortschaft Wenze besteht seitdem nur noch aus den Ortsteilen Wenze und Quarnebeck.

## Geschichte

### Mittelalter bis Neuzeit
Erstmals urkundlich erwähnt wurde die Burg Klötze als castrum Clotze im Jahr 1311 als ein halberstädtisches Lehen im Besitz der Markgrafen von Brandenburg.
Die Stadt ist entstanden als ein offener Burgflecken östlich der Burg an der alten Handelsstraße Magdeburg-Salzwedel-Lüneburg im Tal der Purnitz. Der alte Ortskern liegt zwischen der Kirche und der ehemals nördlich davon gelegenen, 1828 abgebrochenen Burganlage.
1320 wurde Klötze von den Herzögen von Braunschweig-Lüneburg als Exklave im Brandenburgischen erworben und mehrfach verpfändet.
Im Jahr 1343 wurden die Alvensleben mit Klötze belehnt. 1392 wurde erstmals eine Kirche in Klötze erwähnt. Im 15. Jahrhundert kam Klötze zum Herzogtum Braunschweig-Lüneburg und wurde Sitz eines Amtes mit eigener Gerichtsbarkeit. Kreisstadt für Klötze war im 17. Jahrhundert Gifhorn, Regierungssitz war Celle. 1808 kam die Stadt zum Königreich Westphalen und wurde auf dem Wiener Kongress am 29. Mai 1815 vom wieder in seine Lande eingesetzten König Georg III. an Preußen abgetreten. Anschließend wurde es dem Kreis Gardelegen in der preußischen Provinz Sachsen eingegliedert.
Im Jahr 1846 erhielt Klötze das Stadtrecht. 1855 wurde eine erste städtische Verfassung verabschiedet. 1870 wurde mit dem Cloetzer Wochenblatt eine erste Zeitung herausgegeben. 1880 wurde die Klötzer Feuerwehr gegründet. Durch die am 1. November 1889 erfolgte Eröffnung der Bahnstrecke Oebisfelde–Salzwedel war Klötze an das moderne Verkehrsnetz angeschlossen, die Bedingungen für wirtschaftliche Unternehmungen besserten sich damit erheblich. Am selben Tag fuhr die letzte Postkutsche aus Klötze ab. Um 1900 hat Klötze 3419 Einwohner in 447 Häusern. 1907 wurde am Ortsausgang in Richtung Immekath ein Gaswerk errichtet. Mit dem Lichtspielhaus in der Bahnhofstraße öffnete 1914 das erste Kino in der Stadt. Im Jahr 1910 lebten 3971 Einwohner in Klötze. 1928 konnte das Waldbad als städtische Badeanstalt eingeweiht werden.
Am 22. Februar 1945 wurde Klötze von 13 „Flying Fortress“ Boeing B-17 der 8. US-Luftflotte mit 38,5 Tonnen Bombenlast angegriffen. Sie verfehlten den Bahnhof und trafen die Wohnstadt, 50 Tote waren zu beklagen.
1948 wurde die erste Produktionsgenossenschaft des Handwerks gegründet, 1953 folgte die Gründung der LPG Einheit. Klötze wurde 1952 mit der Gründung des Bezirks Magdeburg in der DDR zur Kreisstadt. Im Jahr 1964 wurde der Tierpark Arche Noah eröffnet. 1966 konnte mit der Inbetriebnahme des neuen Wasserwerks erstmals für die gesamte Stadt eine zentrale Wasserversorgung sichergestellt werden. Die starke Nachfrage nach Wohnungen führten ab 1979 zur größten Baustelle im Kreis, als An der Wasserfahrt bis 1981 in industrieller Plattenbauweise 340 Wohnungen gebaut wurden.
Nach der deutschen Wiedervereinigung blieb Klötze Kreisstadt im Land Sachsen-Anhalt. Mit der Kreisgebietsreform in Sachsen-Anhalt 1994 wurde der Landkreis Klötze aufgelöst und die Stadt verlor diesen Status wieder.
Von 1993 bis 2004 bestand die Verwaltungsgemeinschaft Klötze mit der Stadt Klötze und den Gemeinden Schwiesau und Neuendorf. Die Kommunalreform führte zur Gründung der Verwaltungsgemeinschaft Jeetze-Ohre-Drömling zum 1. Januar 2005 als neue Verwaltungsgemeinschaft Klötze. Diese wurde zum 1. Januar 2010 mit der Eingemeindung der bisherigen Mitgliedsgemeinden Dönitz, Immekath, Jahrstedt, Kunrau, Kusey, Neuendorf, Neuferchau, Ristedt, Schwiesau, Steimke und Wenze in die Stadt Klötze aufgelöst.

### Ortsname
Der Ortsname Klötze wird ausgehend von den Nennungen 1311 Clotze, 1344 Cloetz und 1454 Klotze aus dem slawischen Wort „kłod“ für „Balken“ oder „Hauklotz“ abgeleitet und deutet auf eine Waldrodung hin. Der Ortsname ist wohl nicht auf das mittelhochdeutsche Wort „kloz“ oder das mittelniederdeutsche „klotz“ für „Klumpen, Holzblock, Baumstumpf“ zurückzuführen.
Im Mittelelbischen Wörterbuch wird für Klötze der Neckname „Klobenwalde“ aufgeführt. Ein Kloben ist ein Holzklotz.
Seit dem Jahre 1911 ist die amtliche Schreibweise Klötze, vorher war auch Cloetze üblich.

## Bevölkerung

### Stadt
| Jahr | Einwohner |
| ---- | --------- |
| 1610 | 0886      |
| 1648 | 0060      |
| 1680 | 0200      |
| 1700 | 0350      |
| 1755 | 1.076     |
| 1800 | 1.250     |
| 1818 | 1.421     |
| 1840 | 2.198     |
| 1864 | 2.748     |
| 1871 | 2.702     |
| 1885 | 2.814     |

| Jahr | Einwohner |
| ---- | --------- |
| 1890 | 2.951     |
| 1895 | 3.202     |
| 1900 | 3.224     |
| 1905 | 3.649     |
| 1910 | 3.971     |
| 1925 | 4.640     |
| 1939 | 4.973     |
| 1946 | 6.255     |
| 1964 | 5.450     |
| 1971 | 5.702     |
| 1981 | 6.472     |

| Jahr | Einwohner |
| ---- | --------- |
| 1990 | 06.471    |
| 2006 | 11.453    |
| 2010 | 10.803    |
| 2015 | 10.284    |
| 2020 | 09.825    |
| 2021 | 09.680    |
| 2022 | 09.809    |
| 2023 | 09.794    |
| 2024 | 09.699    |

Quellen: bis 1981, ab 1990: Stand: 31. Dezember des jeweiligen Jahres (Angaben des Statistischen Landesamtes Sachsen-Anhalt), ab 2011 auf Basis des Zensus 2011, ab 2022 auf Basis des Zensus 2022

### Kernstadt Klötze mit Wohnplätzen
| Jahr | Einwohner |
| ---- | --------- |
| 2018 | [0]5.008  |
| 2020 | [0]4.591  |
| 2021 | [0]4.478  |
| 2022 | [0]4.474  |
| 2023 | [0]4.483  |

## Religion

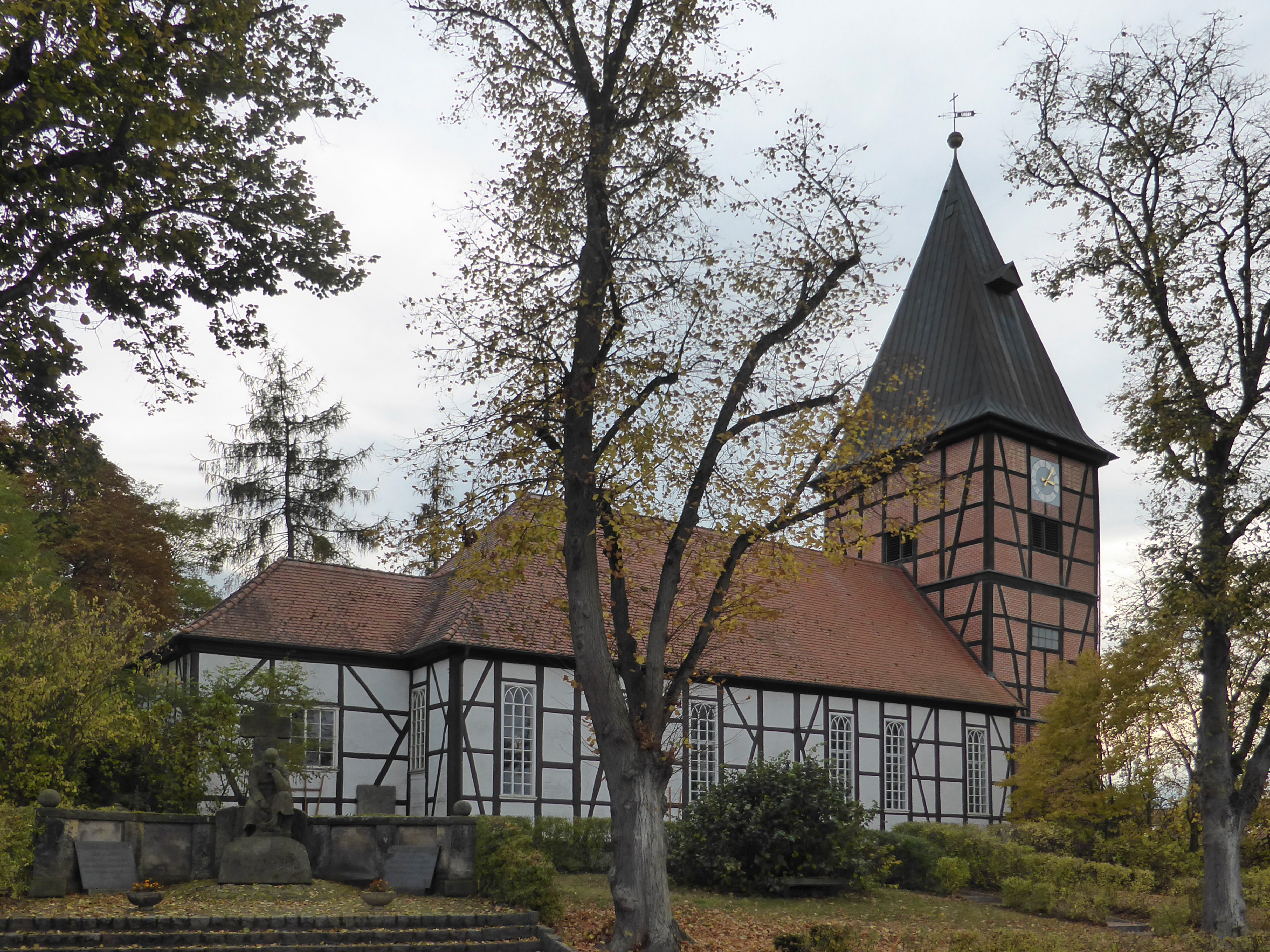
St.-Ägidien-Kirche

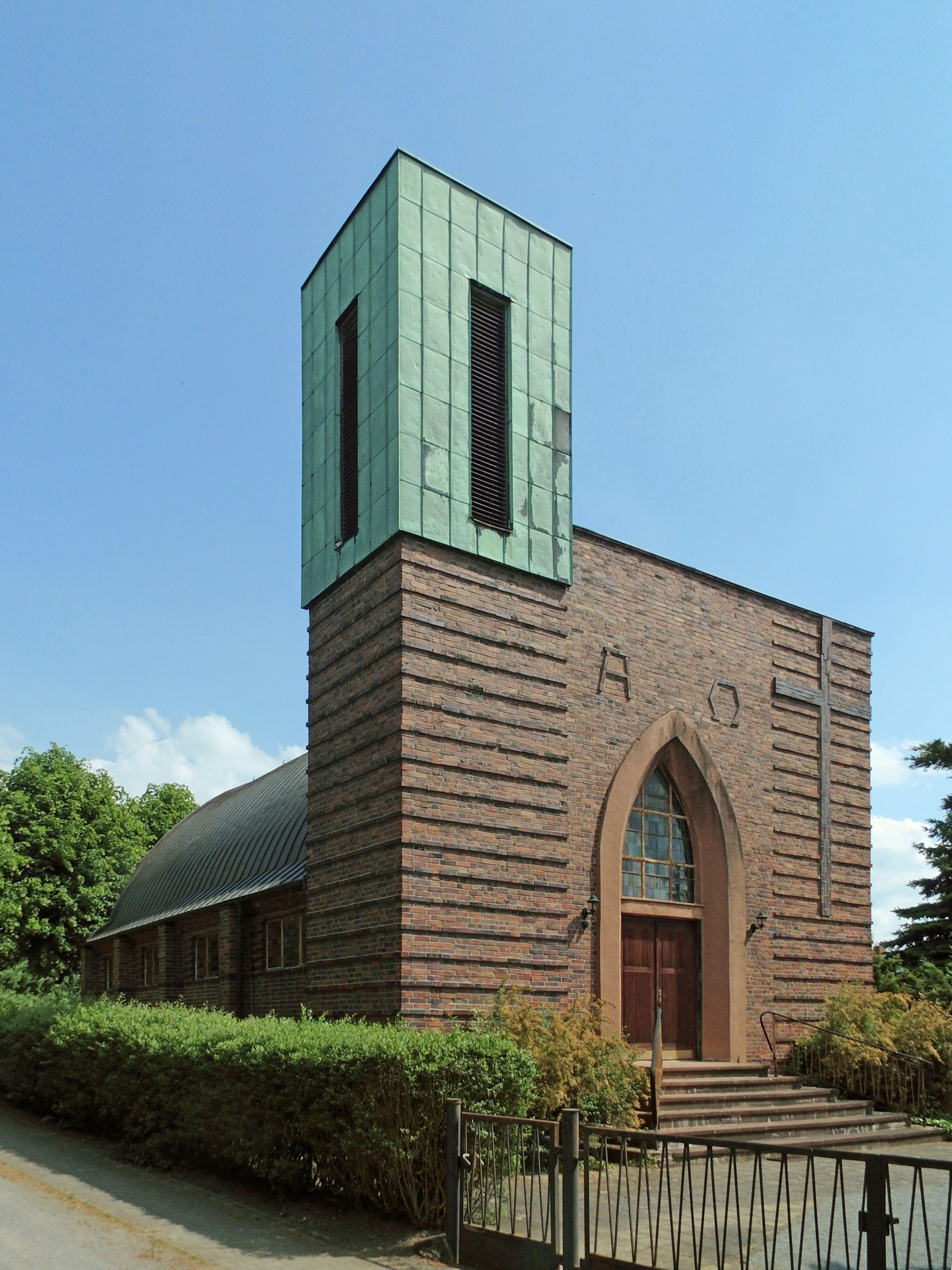
St.-Joseph-Kirche

Nach der Volkszählung in Deutschland 2022 gehörten von den 9.790 Einwohnern der Stadt Klötze rund 25 % der evangelischen und rund 2 % der katholischen Kirche an.
Die evangelische Ägidius-Kirche, eine an der Kirchstraße gelegene Fachwerkkirche, ist benannt nach dem heiligen Ägidius. Sie wurde 1759 errichtet, ihre Kirchengemeinde gehört zum Kirchenkreis Salzwedel im Propstsprengel Stendal-Magdeburg der Evangelischen Kirche in Mitteldeutschland. Weitere evangelische Kirchen stehen in den Dörfern der Klötzer Ortsteile.
Die katholische Kirche St. Joseph, südlich des Friedhofs am Kapellenberg gelegen, ist benannt nach Josef von Nazaret. Sie wurde 1930 geweiht und gehört heute zur Pfarrei St. Hildegard mit Sitz in Gardelegen im Dekanat Stendal des Bistums Magdeburg.
Bis ca. 1880 stand ein jüdisches Gebetshaus im Garten der heutigen Stadt- und Kreisbibliothek Klötze (Geburtshaus von Adolph Frank).

## Politik

### Stadtrat
Der Stadtrat von Klötze besteht aufgrund der gesunkenen Einwohnerzahl der Stadt seit 2024 aus 20 Mitgliedern und dem Bürgermeister. Die Kommunalwahl am 9. Juni 2024 führte zu folgendem Ergebnis:
| Partei / Wählergruppe                                     | Stimmenanteil 2019 | Sitze 2019 |        | Stimmenanteil 2024 | Sitze 2024 |
| --------------------------------------------------------- | ------------------ | ---------- | ------ | ------------------ | ---------- |
| Unabhängige Wählergemeinschaft Jeetze–Ohre–Drömling (UWG) | 28,1 %             | 8          | 30,1 % | 6                  |            |
| SPD                                                       | 23,2 %             | 6          | 22,2 % | 5                  |            |
| CDU                                                       | 26,9 %             | 8          | 20,9 % | 4                  |            |
| AfD                                                       | 10,5 %             | 3          | 19,3 % | 4                  |            |
| Die Linke                                                 | 11,4 %             | 3          | 05,0 % | 1                  |            |
| Bündnis 90/Die Grünen                                     | –                  | –          | 01,2 % | –                  |            |
| FDP                                                       | –                  | –          | 00,7 % | –                  |            |
| Einzelbewerber Christian Gebühr                           | –                  | –          | 00,6 % | –                  |            |
| Insgesamt                                                 | 100 %              | 28         | 100 %  | 20                 |            |

### Bürgermeister
- 2010–2016: Matthias Mann (CDU)[23]
- 2017–2023: Uwe Bartels (UWG)
- seit 2023: Alexander Kleine (SPD)

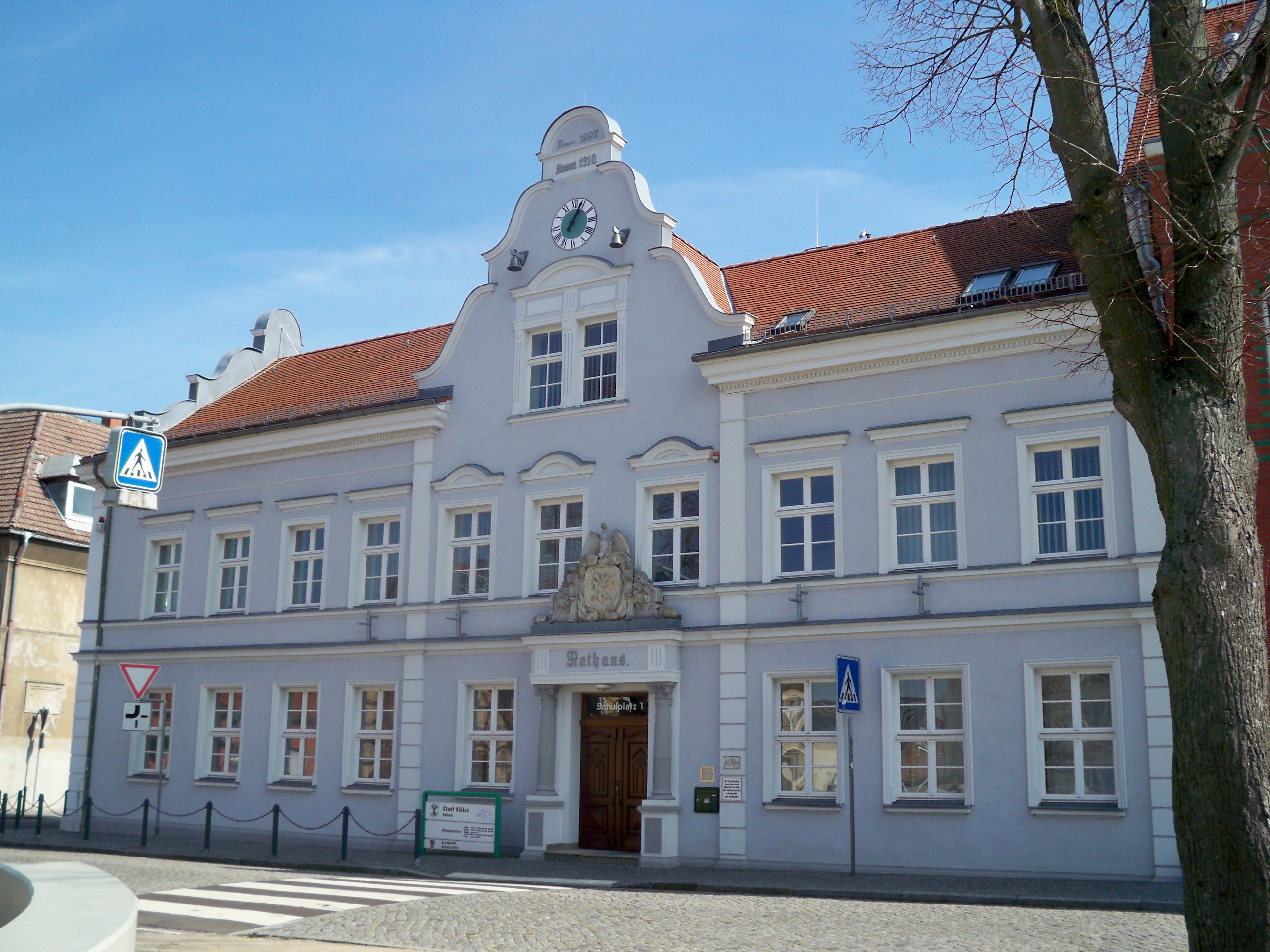
Rathaus in Klötze

Bartels wurde in der Bürgermeisterwahl am 25. September 2016 mit 56,4 % der gültigen Stimmen gewählt.
Kleine wurde am 17. September 2023 mit 69,0 % der gültigen Stimmen zu seinem Nachfolger gewählt. Seine Amtszeit beträgt sieben Jahre.

### Ortschaftsrat
Zur Ortschaft Klötze gehören: Klötze mit Hasselbusch, Döllnitz, Klötze Nord, Pansau und Zartau.
Die Ortschaftsratswahl am 9. Juni 2024 ergab folgende Verteilung der 14 Sitze:
- SPD: 7
- CDU: 5
- Linke: 1
- Einzelbewerber Christian Gebühr: 1

Raimund Punke (CDU) wurde vom Ortschaftsrat zum Ortsbürgermeister gewählt.

### Wappen und Flagge

Ehemaliges Klötzer Wappen

Blasonierung: „In Silber einen grünen bewurzelten Eichenstumpf mit gestümmelten Ästen, aus denen grüne Blätter treiben.“
Im Jahr 2001 änderte die Stadt Klötze ihr Wappen, das bis dahin in Gewohnheitsrecht in der unheraldischen Tinktur Braun geführt wurde, in Grün. Die Wappenzeichnung und Dokumentation zum Genehmigungsverfahren realisierte der Magdeburger Kommunalheraldiker Jörg Mantzsch.
Der Stadtname entstammt dem slawischen Wort clada, „Baumstumpf“, der entsprechend dem Brauch, das Stadtwappen redend zu machen, als Symbol der Stadt aufgenommen wurde. Das Wappen von Klötze besteht in seiner heutigen Form seit 1861.
Die Flagge der Stadt Klötze zeigt die Farben Grün und Silber (Weiß).

### Städtepartnerschaft
Miłomłyn (deutsch Liebemühl) in Polen ist seit August 2005 Partnerstadt von Klötze.

## Sehenswürdigkeiten und Kultur
Neben den beiden Kirchengebäuden ist eine Holländerwindmühle vorhanden. Im Klötzer Forst befindet sich mit dem Eisernen Kreuz ein Kriegerdenkmal mitten im Wald.
Feste und Veranstaltungen 

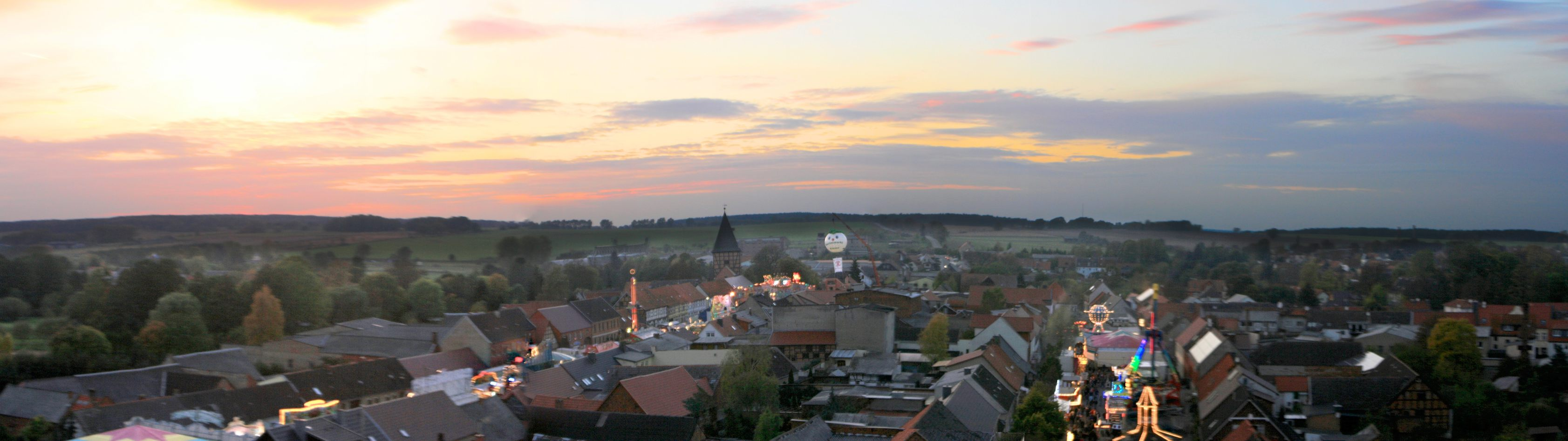
Martinimarkt in Klötze

In der Stadt werden traditionell verschiedene Volksfeste gefeiert, wie der Karneval im November und im Februar mit großem Tulpensonntagsumzug in Klötze und dem Carnevalsumzug in Immekath. Das Schloss- und Parkfest in Kunrau, das Dahlienfest in Immekath, das Spargel- und Besenbinderfest in Klötze, das Museumsfest in Böckwitz und die Schützenfeste in den Ortsteilen von Klötze gehören auch dazu. Im Oktober führt die Theatergruppe Klötze e. V. jeweils an drei aufeinanderfolgenden Tagen (Freitag bis Sonntag) ein Stück auf. Ende Oktober gibt es alljährlich den Martinimarkt, das größte altmärkische Innenstadtfest, das sich über fünf Tage erstreckt. An einem Dezembertag findet der Klötzer Weihnachtsmarkt statt.

## Wirtschaft und Infrastruktur

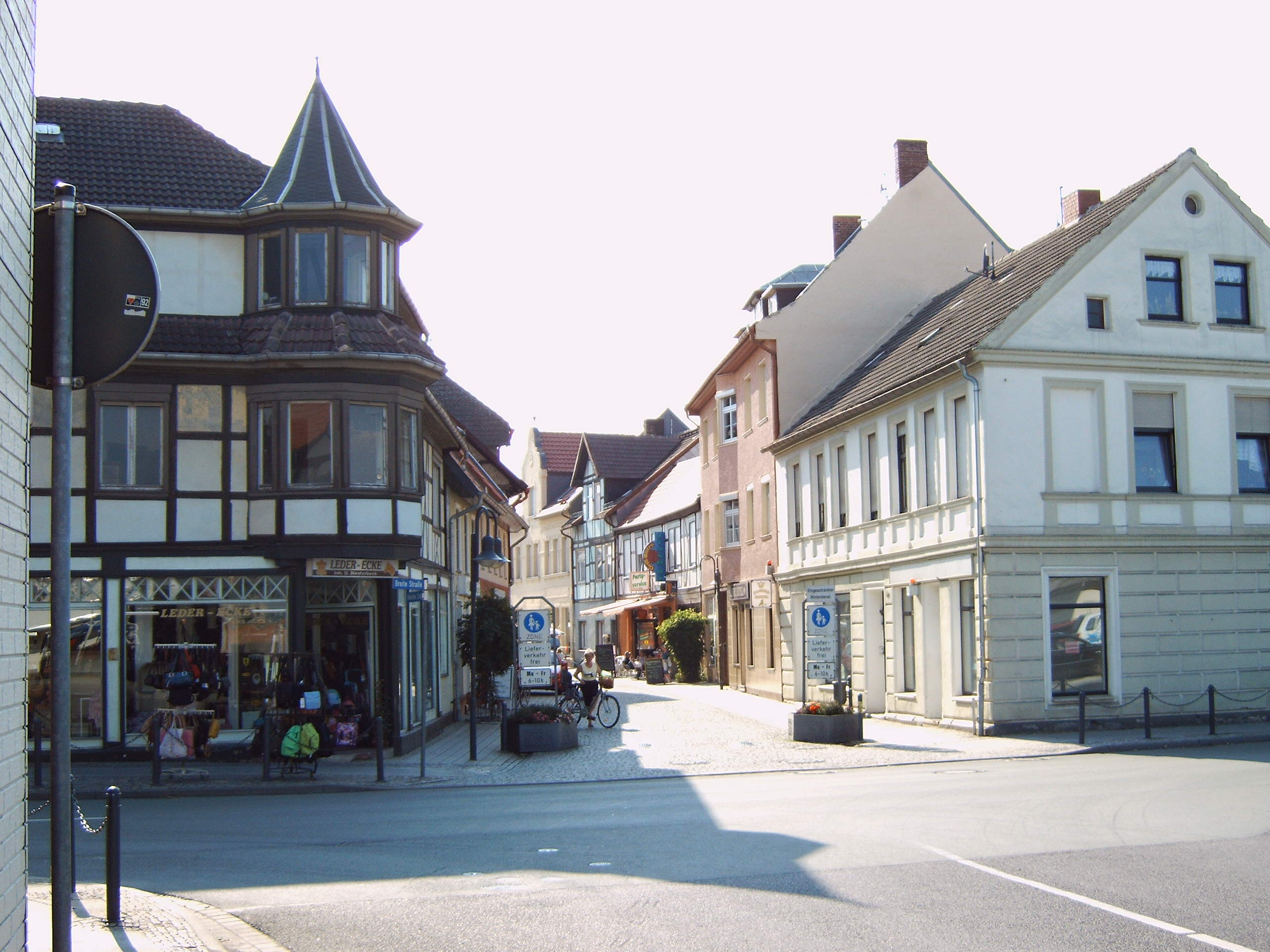
Zugang zur Fußgängerzone

### Wirtschaft
- Klötze ist seit 2002 staatlich anerkannter Erholungsort.[31]
- Seit 2000 ist in Klötze eine Mikroalgen-Produktionsanlage in Betrieb, die Roquette Klötze GmbH & Co. KG (ehemalig Bioprodukte Prof. Steinberg). Das Unternehmen nutzt das Gelände einer früheren Schäferei und produziert mithilfe einer patentierten Technologie Algen in großem Maßstab. Das 1,2 Hektar große gewächshausähnliche Gebäude beherbergt einen Reaktor, bestehend aus einem 500 Kilometer langen Glasröhrensystem, in dem die Algen statt in offenen Teichanlagen gezielt wachsen. Der größte Bioreaktor der Welt wird durch Computer gesteuert, die unter anderem Temperatur, pH-Wert und CO2-Gehalt überwachen. Dem schließt sich eine Trocknungsanlage an, aus der Chlorellastaub herauskommt. Dieses Produkt wird in Tablettenform gepresst und kam zuerst im Jahr 2004 als Nahrungsergänzungsmittel Algomed auf den Markt. Inzwischen gibt es ein weltweites Interesse an der Technologie und den Erzeugnissen. Die Anlage gehört seit dem Jahr 2008 dem französischen Konzern Roquette. Er investierte kräftig und legte das Forschungsprogramm Algohub auf. Beteiligt sind inzwischen (Stand August 2013) 13 Wirtschaftspartner aus Frankreich, die neue Wirkstoffe für Medizin, Kosmetik und Nahrungsmittel entwickeln und weltweit vermarkten.

Karl-Hermann Steinberg, der letzte Umweltminister der DDR, hatte den Reaktor einst für die Firma Preussag AG entwickelt und nach deren Umwandlung in einen Touristikkonzern den Standort in Klötze ausgewählt.
- In der DDR-Zeit gab es in Klötze einen Betriebsteil des Kombinats Elektronische Bauelemente Teltow, der Kondensatoren herstellte. Nach der Wende wurde das Kombinat mit seinen Werken abgewickelt. Drei frühere Mitarbeiter aus der Fabrik Klötze setzten die Produktion im kleinen Rahmen fort. Sie gründeten das neue Unternehmen WIKO Elektronische Bauelemente GmbH, nahmen zusätzlich spezielle Widerstände in ihr Programm und lieferten ihre Erzeugnisse bald vor allem an Autofirmen. WIKO beschäftigt seitdem 25 Mitarbeiter und hat sich in den folgenden Jahrzehnten am deutschen Markt etabliert. Schwerpunkte sind Zündentstörwiderstände und maßgeschneiderte Bauelemente, die mithilfe einer eigenen Werkzeugabteilung produziert werden. Zu den Abnehmern gehören auch der Schienenfahrzeugbau, Hersteller von Schweißtechnik, Messgerätehersteller, allgemeiner Maschinenbau und Schiffswerften.

### Verkehr

#### Straße
In Klötze treffen sich die Landesstraße L 19, die von Beetzendorf nach Wiepke an der B 71 führt, und die L 20, die von Weferlingen an die B 71 bei Brüchau führt.

#### Eisenbahn

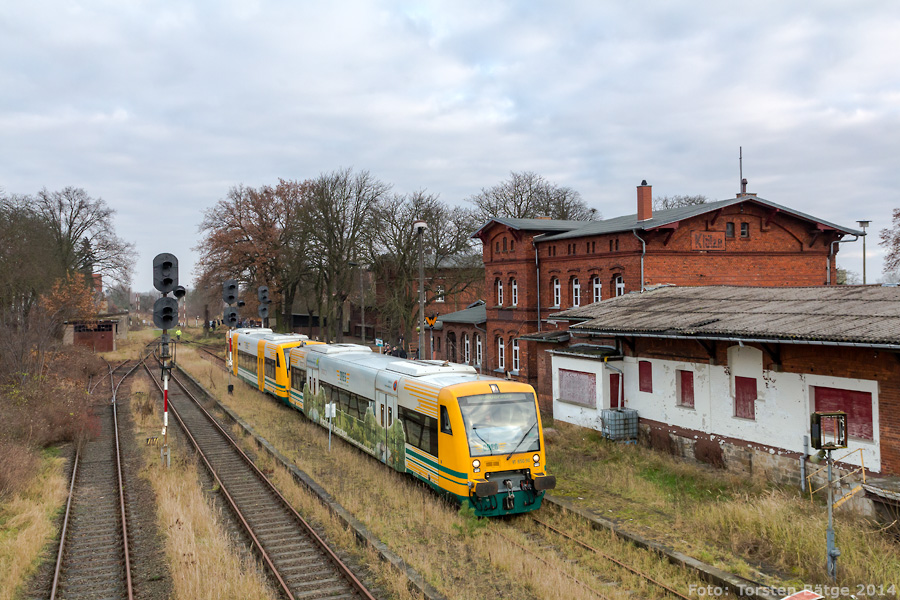
Bahnhof Klötze

Klötze liegt an den stillgelegten Bahnstrecken Oebisfelde–Salzwedel und Klötze–Wernstedt; die Strecke nach Wernstedt ist abgebaut.

#### Busverkehr
Der öffentliche Personennahverkehr wird unter anderem durch den PlusBus des Landesnetzes Sachsen-Anhalt erbracht. Folgende Verbindungen führen durch Klötze:
- Linie 100: Salzwedel ↔ Klötze ↔ Gardelegen ↔ Haldensleben ↔ Magdeburg
- Linie 300: Salzwedel ↔ Kuhfelde ↔ Beetzendorf ↔ Klötze ↔ Wolfsburg

Den Busverkehr im Altmarkkreis Salzwedel betreibt die Personenverkehrsgesellschaft Altmarkkreis Salzwedel mbH (PVGS).

#### Luftverkehr
Das Ultraleichtfluggelände Kunrau/Jahrstedt liegt etwa 13 km südwestlich von Klötze im Ortsteil Kunrau.

### Bildung
In der Stadt Klötze gibt es zwei Grundschulen und eine Sekundarschule:
- Grundschule Purnitz-Schule
- Grundschule Theodor Hermann Rimpau in Kunrau
- Sekundarschule Dr. Salvador Allende

### Sport
- Die Stadt war im Jahr 2006 Austragungsort der Fußball-Weltmeisterschaft 2006 der Menschen mit geistiger Behinderung.
- Der VfB 07 Klötze bietet zahlreiche Sportarten an, seine Kraftsportler gehören zu Deutschlands Besten. Der Verein wurde 1907 gegründet.
- In Klötze wurde am 7. September 2007 der Altmärkische Wanderverein e. V. gegründet, der dort auch seinen Sitz hat. Die Stadt selbst gehört zu den Altmärkischen Wandernestern, die in diesem Verein organisiert sind.[33]

## Persönlichkeiten

### Söhne und Töchter der Stadt
- Johann Julius von Koenemann (1752–1826), Jurist und Oberamtmann
- Adolph Frank (1834–1916), Chemiker und Unternehmer
- Martin Meißner (* 1943), Schriftsteller, geboren in Lockstedt
- Manfred Schwerin (* 1950), Biologe und Hochschullehrer
- Jürgen Barth (* 1955), Politiker (SPD)
- Sigrid Ulbricht (* 1958), Weitspringerin
- Kerstin Helmecke (* 1960), Politikerin (DVU)
- Uwe Harms (* 1963), Politiker (CDU)

### Personen, die mit Klötze in Verbindung stehen
- Francesco Maria Capellini (1640–1694), von 1675 bis 1682 Pfandinhaber des Amtes Clötze
- Rudolf Wassermann (1925–2008), Jurist, ging zwischen 1931 und 1943 in Klötze zur Schule
- Thomas Korell (* 1983), Politiker (AfD), wohnt in Klötze

### Ehrenbürger
- 1886: von Gerlach, Landrat von Gardelegen, Klötze
- 1895: Otto von Bismarck, Reichskanzler
- 1897: Albert Schultz-Lupitz, Landwirt
- 1916: von Alvensleben, Landrat des Kreises Gardelegen
- 1979: Nikolai Archipowitsch Dolbenko, Stadtkommandant 1945

## Archivalien
- Historische Überlieferung des Amtes Klötze im Landesarchiv Sachsen-Anhalt, Abteilung Magdeburg.